# 게르다 베게너
게르다 베게너(덴마크어: Gerda Wegener, 1886년 3월 15일 ~ 1940년 7월 28일)는 덴마크의 화가, 삽화가이다. 유행을 받은 여자를 소재로 한 그림, 에로티카 양식을 띤 그림을 제작했는데 초기에는 아르 누보 양식, 후기에는 아르 데코 양식을 띤 그림을 제작했다.

## 생애
위그노 혈통을 가진 루터교 주교 대리인 에밀 고틀리프(Emil Gottlieb)와 그의 아내인 유스티네 외스테르베르(Justine Østerberg)의 딸로 태어났다. 그레노(Grenaa) 인근에 위치한 하멜레우(Hammelev) 마을에서 성장했으며 나중에 호브로(Hobro)로 이주하게 된다. 덴마크 왕립 미술 아카데미에 입학한 이후에는 가족들과 함께 코펜하겐으로 이주했다.
1907년에는 덴마크 왕립 미술 아카데미를 졸업했으며 1908년에는 신문 《폴리티켄》(Politiken)이 주최한 미술 작품 경연 대회에서 우승을 차지했다. 미술 전람회에서 엘레 폰 콜(Ellen von Kohl)의 초상화 전시가 거부된 이후에는 "시골 화가 논쟁"의 중심 인물이 되었다.
게르다 베게너는 패션에 영향을 받은 뒤부터 《보그》(Vogue), 《라 비 파리지엔》(La Vie Parisienne)에서 삽화가로 활동했다. 프랑스 파리 화단에서는 유명한 화가였지만 모국인 덴마크에서는 논쟁의 여지가 있는 화가로 여겨졌기 때문에 성공하지 못했다. 1925년에는 파리 만국박람회에 출품한 미술 작품을 통해 상을 받았다. 게르다 베게너는 광고 전용 삽화로 유명한 화가였지만 인기 있는 초상화 전문 화가로 여겨졌다.
게르다 베게너는 덴마크 왕립 미술 아카데미에 재학 중이던 에이나르 베게너(Einar Wegener, 릴리 엘베(Lili Elbe))와 만났으며 1904년에는 에이나르 베게너와 결혼했다. 게르다와 에이나르 베게너 부부는 이탈리아, 프랑스 여행을 떠났으며 1912년에는 파리에 정착했다. 보헤미아니즘의 영향을 받으면서 많은 예술가들과의 교류를 가졌다.
게르다 베게너는 에이나르 베게너에게 여자 옷을 입히면서 자신의 그림 속에 등장하는 모델이 될 것을 부탁했다. 에이나르는 자신이 입은 여자 옷이 맞다는 점을 느끼면서 "릴리 엘베"로서의 인격을 받아들이게 된다. 에이나르 베게너는 자신을 트랜스젠더라고 인식하면서 남자들과의 교제를 가졌다.
에이나르 베게너는 릴리 엘베라는 새 이름을 갖고 몇 년동안 독거했으며 1930년에는 기록상 최초의 성전환 수술을 받았다. 게르다 베게너는 일반인들에게 여자 옷을 입은 릴리 엘베가 자신의 남편, 아이, 자매라고 소개했다. 에이나르 베게너와 게르다 베게너의 결혼은 1930년 10월 덴마크의 법원에 의해 무효가 되었다. 1931년 릴리 엘베는 성전환 수술로 인한 합병증으로 인해 사망하고 만다.
1931년에는 이탈리아의 공군 조종사, 외교관이었던 페르난도 포르타(Fernando Porta)와 결혼했으며 모로코 마라케시, 카사블랑카로 이주했다. 게르다 베게너는 재혼 후에도 그림을 그렸지만 1936년 극심한 생활고를 이유로 이혼하고 만다. 1938년에는 덴마크로 귀환했고 1939년에는 마지막 개인전을 열었다. 아이도 없었고 친척과의 관계가 소원했던 게르다 베게너는 자신이 만든 그림 엽서, 크리스마스 카드를 판매하면서 수입을 얻었다.
1940년 7월 28일 프레데릭스베르에서 사망했는데 게르다 베게너의 죽음은 1940년 4월 이었다. 그가 소유했던 재산들은 경매에 부쳐졌으며 그의 사망 소식은 지역 신문에 작은 추모 기사가 게재되었을 뿐이다.

## 대중 문화
2015년에는 게르다 베게너와 릴리 엘베를 소재로 한 영화 《대니쉬 걸》이 개봉되었다.

## 사진

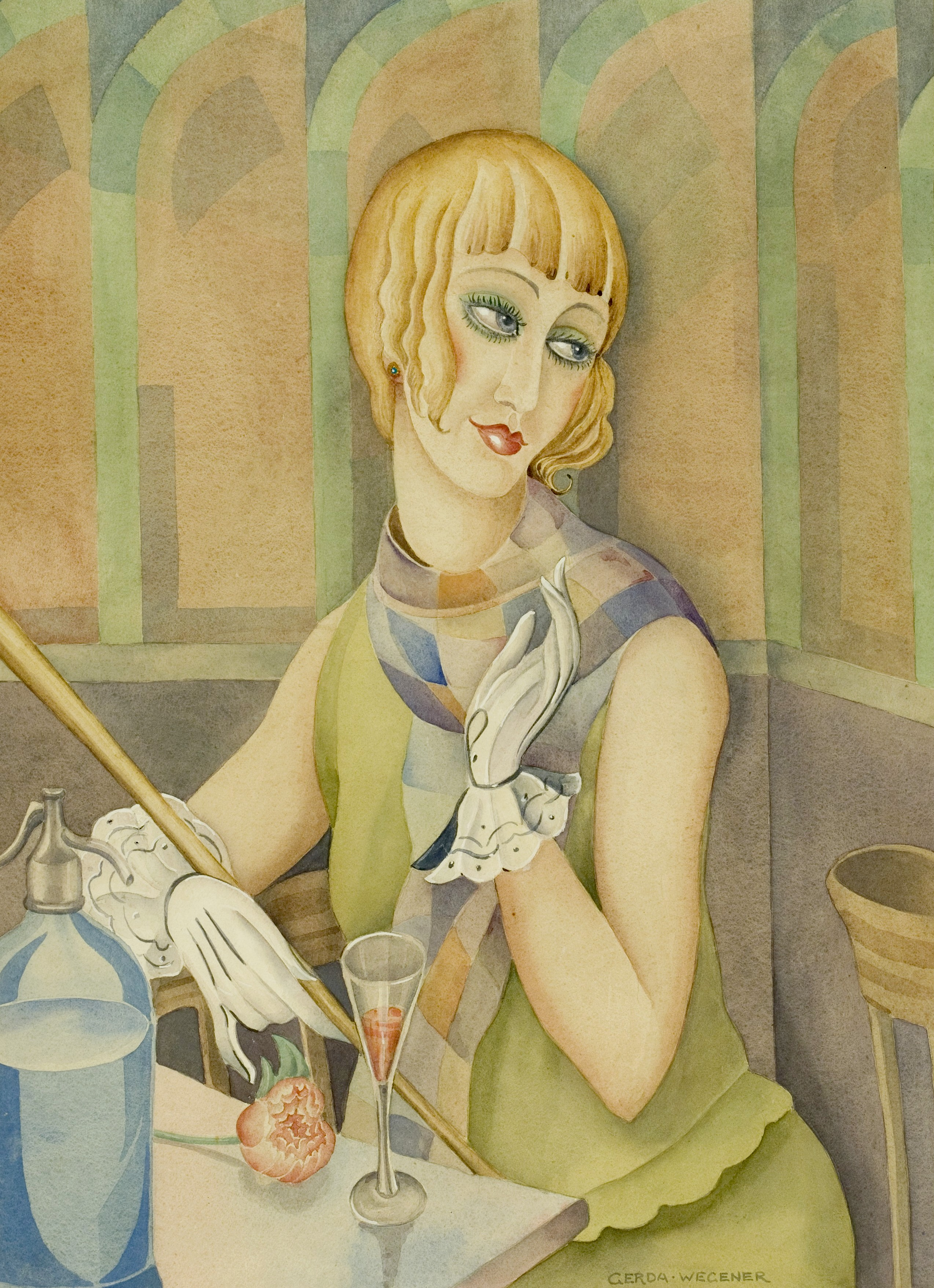
게르다 베게너가 그린 릴리 엘베의 초상화 (1928년경)